# Benthascidia michaelseni
Benthascidia michaelseni är en sjöpungsart som beskrevs av Friedrich Ritter 1907. Benthascidia michaelseni ingår i släktet Benthascidia och familjen högermagade sjöpungar. Inga underarter finns listade.